# Sandra Bruflot

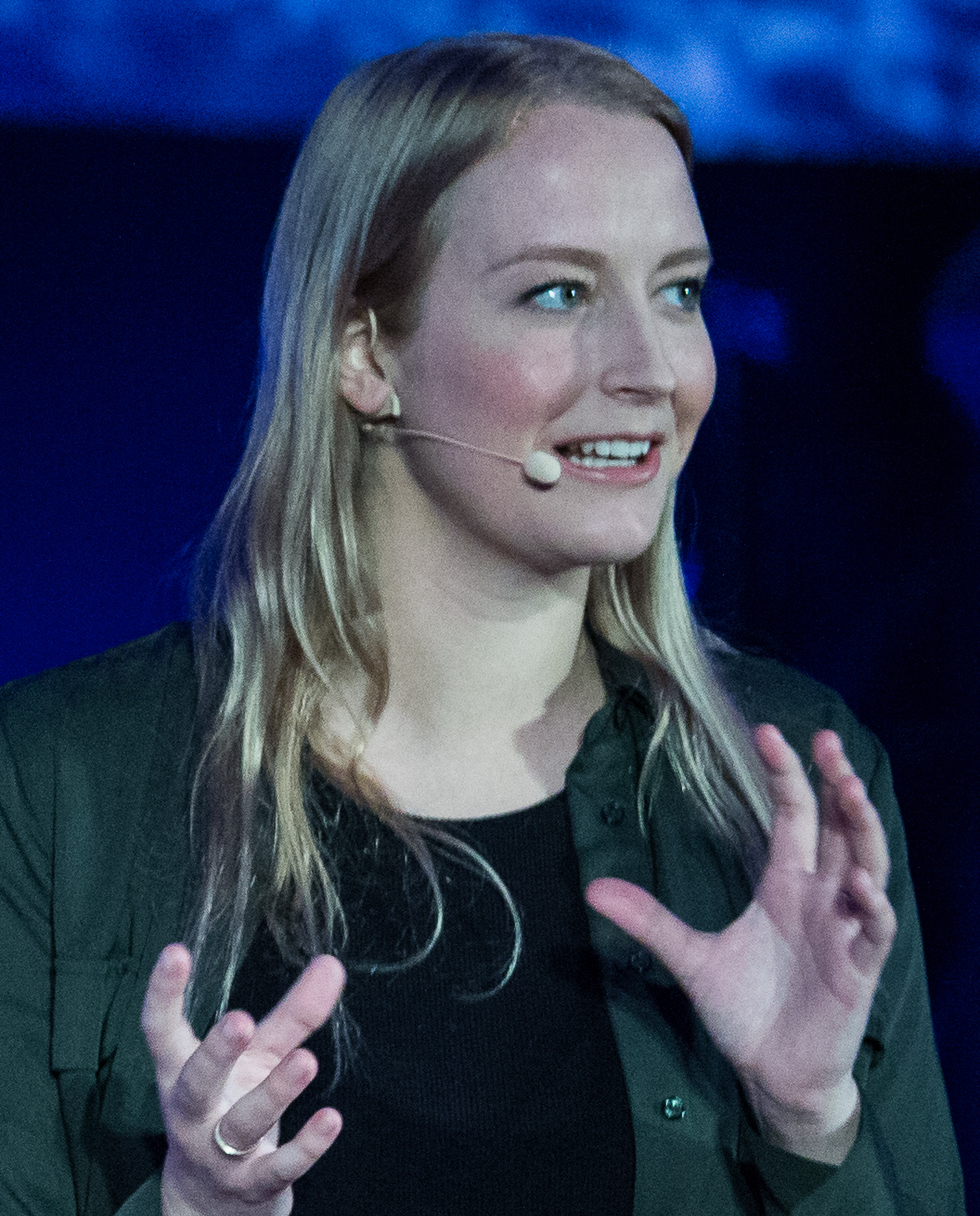
Sandra Bruflot, 2019

Sandra Bruflot (* 31. Dezember 1991 in Lier) ist eine norwegische Politikerin der konservativen Partei Høyre. Von 2018 bis 2020 war sie die Vorsitzende der Unge Høyre. Seit 2021 ist sie Abgeordnete im Storting.

## Leben
Bruflot stammt aus Lier und wurde dort Mitglied im Kommunalparlament. In ihrem Heimatfylke Buskerud fungierte sie bis Sommer 2014 als Vorsitzende der Jugendorganisation Unge Høyre. Im Juni 2014 wurde Bruflot zur stellvertretenden Vorsitzenden der Unge Høyre auf Landesebene gewählt. Für den damaligen Bildungsminister Torbjørn Røe Isaksen arbeitete sie ab Dezember 2016 als politische Beraterin. Nachdem Kristian Tonning Riise im Januar 2018 von seinem Posten als Vorsitzender der Unge Høyre zurückgetreten war, übernahm Bruflot zunächst vertretungsweise den Vorsitz der Jugendpartei. Später im Jahr wurde sie von einem Parteitag zur neuen Vorsitzenden gewählt.
Bei der Wahl der Abgeordneten des Fylkestings der Provinz Viken gelang ihr im Herbst 2019 der Einzug in das Parlament. Zuvor saß sie bereits eine Legislaturperiode lang im Fylkesting der Vorgängerprovinz Buskerud. Im Herbst 2020 trat sie nicht zur Wiederwahl als Vorsitzende der Unge Høyre an. Bei der Parlamentswahl 2021 zog sie erstmals in das norwegische Nationalparlament Storting ein. Dort vertritt sie den Wahlkreis Buskerud und wurde zunächst Mitglied im Gesundheits- und Fürsorgeausschuss. Im März 2023 wurde sie neue Vorsitzende der Høyre-Frauengruppierung.